# Bambassi
Le bambassi, aussi appelé mao de Bambasi ou mao de Didessa, est une langue afro-asiatique, du sous-groupe mao (en) des langues omotiques, parlée dans le sud-ouest de l’Éthiopie, à Bambasi et Didessa dans la zone d’Asosa dans le Benishangul-Gumuz.